# (1658) Innes
(1658) Innes – planetoida z pasa głównego asteroid okrążająca Słońce w ciągu 4 lat i 36 dni w średniej odległości 2,56 au. Została odkryta 13 lipca 1953 roku w Union Observatory w Johannesburgu przez Jacobusa Bruwera. Nazwa planetoidy pochodzi od Roberta Innesa (1861-1933), południowoafrykańskiego astronoma pochodzenia szkockiego, pierwszego dyrektora Union Observatory. Przed nadaniem nazwy planetoida nosiła oznaczenie tymczasowe (1658) 1953 NA.